# Vergemoli
Vergemoli is een gemeente in de Italiaanse provincie Lucca (regio Toscane) en telt 371 inwoners (31-12-2004). De oppervlakte bedraagt 27,3 km², de bevolkingsdichtheid is 14 inwoners per km².

## Demografie
Vergemoli telt ongeveer 200 huishoudens. Het aantal inwoners daalde in de periode 1991-2001 met 15,6% volgens cijfers uit de tienjaarlijkse volkstellingen van ISTAT.
| Jaar | Inwoneraantal |
| ---- | ------------- |
| 1991 | 463           |
| 2001 | 391           |

## Geografie
De gemeente ligt op ongeveer 619 m boven zeeniveau.
Vergemoli grenst aan de volgende gemeenten: Fabbriche di Vallico, Gallicano, Molazzana, Pescaglia, Stazzema.

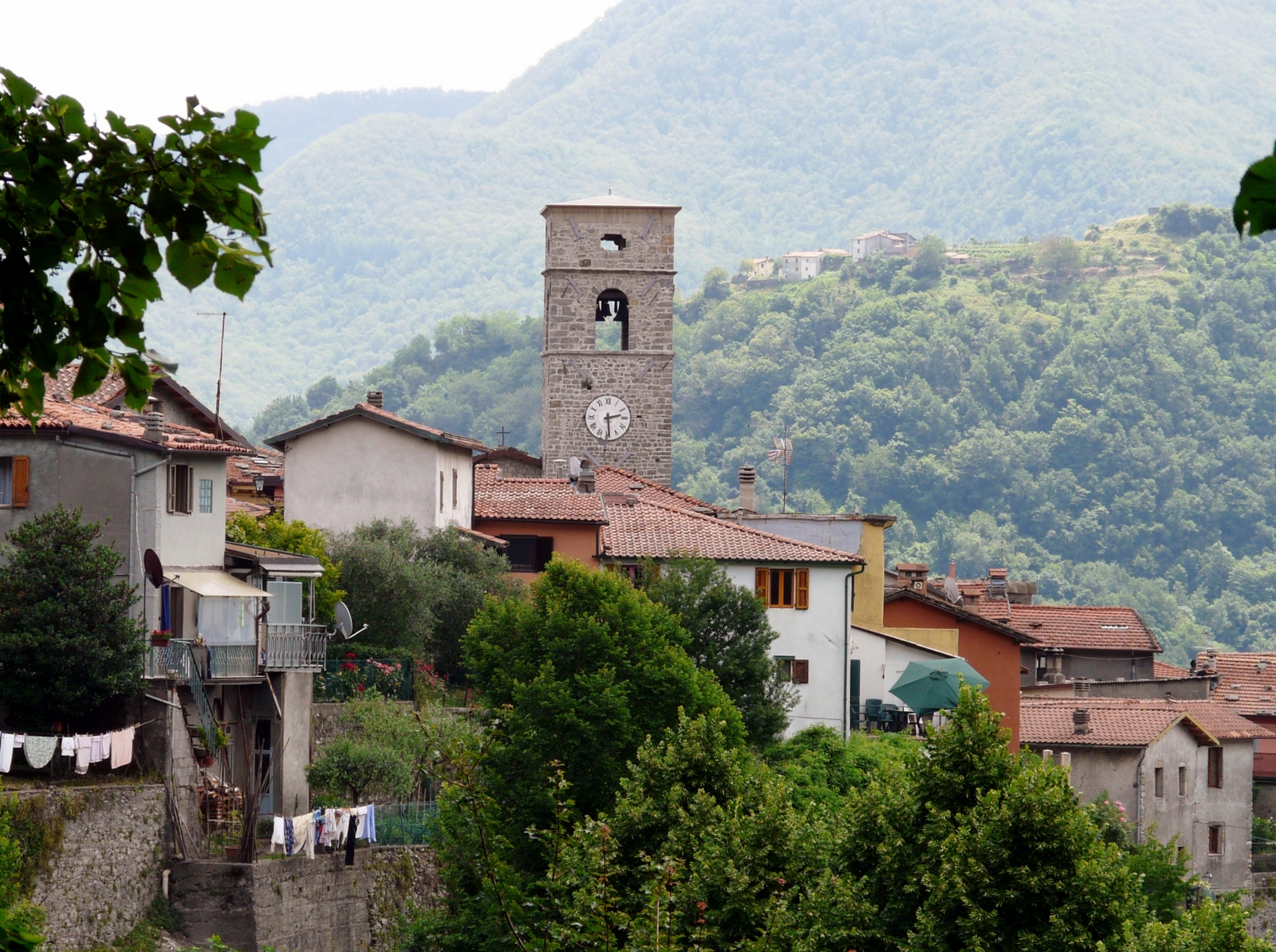
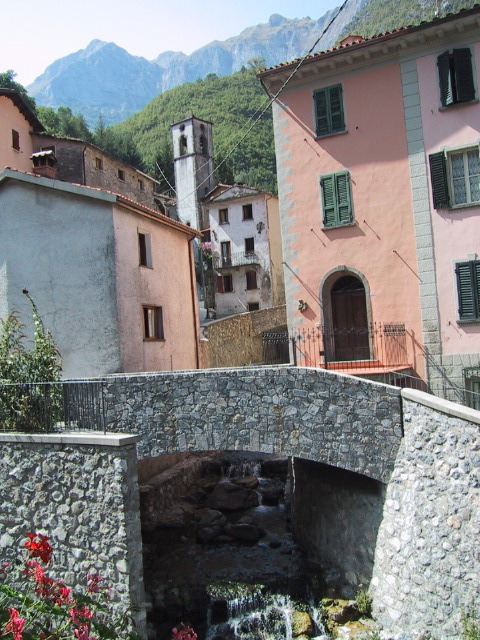

Altopascio · Bagni di Lucca · Barga · Borgo a Mozzano · Camaiore · Camporgiano · Capannori · Careggine · Castelnuovo di Garfagnana · Castiglione di Garfagnana · Coreglia Antelminelli · Fabbriche di Vallico · Forte dei Marmi · Fosciandora · Gallicano · Giuncugnano · Lucca · Massarosa · Minucciano · Molazzana · Montecarlo · Pescaglia · Piazza al Serchio · Pietrasanta · Pieve Fosciana · Porcari · San Romano in Garfagnana · Seravezza · Sillano · Stazzema · Vagli Sotto · Vergemoli · Viareggio · Villa Basilica · Villa Collemandina